# Andrew Kolody
Andrew Kolody (* 13. November 1981) ist ein ehemaliger kanadischer Naturbahnrodler. Er startete während zweier Saisonen im Weltcup und nahm an einer Weltmeisterschaft teil.

## Karriere
Kolodys erster internationaler Wettkampf war die Juniorenweltmeisterschaft 1999 in Hüttau, wo er jedoch ausschied. Ein Jahr später, am 23. Januar 2000, bestritt er in Gummer sein erstes und in der Saison 1999/2000 einziges Weltcuprennen, in dem er den 29. Platz von 40 Startern erreichte. Eine Woche darauf startete er bei der Weltmeisterschaft 2000 in Olang. Hier konnte er sich als zweitbester der fünf Kanadier mit Rang 34 im Mittelfeld platzieren. In der Saison 2000/2001 nahm Kolody an den ersten drei Weltcuprennen teil. Sein bestes Weltcupergebnis erzielte er am Saisonanfang mit Platz 23 in Umhausen und im Gesamtweltcup belegte er als zweitbester Kanadier den 27. Platz. Für die Weltmeisterschaft 2001 in Stein an der Enns war Kolody zwar gemeldet, ging aber nicht an den Start. Nach diesem Winter nahm der Kanadier an keinen internationalen Wettkämpfen mehr teil.

## Sportliche Erfolge

### Weltmeisterschaften
- Olang 2000: 34. Einsitzer

### Weltcup
- Einmal unter den besten 30 im Einsitzer-Gesamtweltcup
- Vier Platzierungen unter den besten 30 in Weltcuprennen